# Elisa Maria Nakab
Elisa Maria Nakab (Briançon, 5 agosto 1998) è una sciatrice freestyle italiana, specialista nello slopestyle e nel big air.
Nel 2015 debutta nello slopestyle nell'evento di Glacier 3000 (7º posto) e nel 2018 nella gara di coppa del mondo di Big Air a Modena (12º posto).
Il 14 dicembre 2019 ottiene a Pechino il 10º posto, miglior risultato in coppa del mondo di big air.
Nel febbraio 2022 ha partecipato per la prima volta alle Olimpiadi invernali di Pechino 2022 nello sci freestyle prendendo parte all'evento slopestyle femminile, piazzandosi al 24º posto.